# Scott Spillane
Scott E. Spillane (Louisiana, 1965/1966) is een Amerikaans muzikant. Hij speelde als blazer bij de indiegroepen Neutral Milk Hotel en The Gerbils.

## Biografie
Spillane werkte in Austin als pizzabakker toen Jeff Mangum hem bezocht en overhaalde om zich bij Neutral Milk Hotel te voegen als blazer. Spillane componeerde samen met Robert Schneider de blaasarrangementen van het album In the aeroplane over the sea uit 1998. Het instrumentale The Fool werd zelfs volledig gecomponeerd door Spillane, oorspronkelijk voor een gelijknamige korte film van een vriend.
Toen Neutral Milk Hotel in 1998 werd opgeheven, richtte Spillane zich op zijn band The Gerbils, die tot 2006 bleef bestaan. In 2013 kwamen de leden van Neutral Milk Hotel tijdelijk weer bij elkaar voor een tournee die in 2015 werd afgewerkt.
Tegenwoordig is Spillane timmerman en tegelzetter in Athens.